# RUVBL1
RUVBL1 (англ. RuvB like AAA ATPase 1) – білок, який кодується однойменним геном, розташованим у людей на короткому плечі 3-ї хромосоми. Довжина поліпептидного ланцюга білка становить 456 амінокислот, а молекулярна маса — 50 228.
| 10         |  | 20         |  | 30         |  | 40         |  | 50         |
| ---------- |  | ---------- |  | ---------- |  | ---------- |  | ---------- |
| MKIEEVKSTT |  | KTQRIASHSH |  | VKGLGLDESG |  | LAKQAASGLV |  | GQENAREACG |
| VIVELIKSKK |  | MAGRAVLLAG |  | PPGTGKTALA |  | LAIAQELGSK |  | VPFCPMVGSE |
| VYSTEIKKTE |  | VLMENFRRAI |  | GLRIKETKEV |  | YEGEVTELTP |  | CETENPMGGY |
| GKTISHVIIG |  | LKTAKGTKQL |  | KLDPSIFESL |  | QKERVEAGDV |  | IYIEANSGAV |
| KRQGRCDTYA |  | TEFDLEAEEY |  | VPLPKGDVHK |  | KKEIIQDVTL |  | HDLDVANARP |
| QGGQDILSMM |  | GQLMKPKKTE |  | ITDKLRGEIN |  | KVVNKYIDQG |  | IAELVPGVLF |
| VDEVHMLDIE |  | CFTYLHRALE |  | SSIAPIVIFA |  | SNRGNCVIRG |  | TEDITSPHGI |
| PLDLLDRVMI |  | IRTMLYTPQE |  | MKQIIKIRAQ |  | TEGINISEEA |  | LNHLGEIGTK |
| TTLRYSVQLL |  | TPANLLAKIN |  | GKDSIEKEHV |  | EEISELFYDA |  | KSSAKILADQ |
| QDKYMK     |  |            |  |            |  |            |  |            |

A: Аланін

C: Цистеїн

D: Аспарагінова кислота

E: Глутамінова кислота

F: Фенілаланін

G: Гліцин

H: Гістидин

I: Ізолейцин

K: Лізин

L: Лейцин

M: Метіонін

N: Аспарагін

P: Пролін

Q: Глутамін

R: Аргінін

S: Серин

T: Треонін

V: Валін

Кодований геном білок за функціями належить до гідролаз, активаторів, геліказ, регуляторів хроматину. 
Задіяний у таких біологічних процесах як транскрипція, регуляція транскрипції, клітинний цикл, поділ клітини, пошкодження ДНК, репарація ДНК, мітоз, рекомбінація ДНК, регуляція росту. 
Білок має сайт для зв'язування з АТФ, нуклеотидами. 
Локалізований у цитоплазмі, цитоскелеті, ядрі, мембрані.